# Firestone (Colorado)
Firestone város az USA Colorado államában, Weld megyében. Lakosainak száma 16 381 fő (2020. április 1.).

## Népesség
A település népességének változása:

| 2010 | 10 147 |
| 2020 | 16 381 |